# Bjeloruska reprezentacija u hokeju na ledu
Bjeloruska reprezentacija u hokeju na ledu je hokejaška momčad Bjelorusije pod vodstvom Hokejaškog saveza Bjelorusije. Reprezentacija se bori na međunarodnim natjecanjima od 1992. godine.
Bjeloruska reprezentacija u hokeju na ledu je jedanaest puta sudjelovala na Svjetskom prvenstvu. Najbolji plasman je ostvarila na Svjetskom prvenstvu 2006. u Latviji, kada je zauzela šesto mjesto, a na Svjetskom prvenstvu 2014. u Minsku, kada su bili domaćini bili su sedmi.
Na Olimpijskim igrama sudjelovali su tri puta. Najveći uspjeh je četvrto mjesto 2002. godine.
U Bjelorusiji ima oko 3400 registriranih igrača te 4800 juniora.
Premijernu utakmicu Bjelorusija je odigrala u Minsku protiv Ukrajine, 7. studenoga 1992. godine i u toj utakmici su poraženi 4:1. Najteži poraz Bjelorusi su doživjeli od Finske i Kanade rezultatom 11:2. Najveću pobjedu ostvarili su protiv Litve 1996. godine kada su pobijedili rezultatom 21:1.
Najviše nastupa imao je Aleksandar Makrickij, koji je odigrao 175 utakmica za reprezentaciju. Najefikasniji igrač s ukupno 114 golova je Andrej Skabelka.

## Olimpijske igre
- 1994. – Nisu se kvalificirali
- 1998. – 7. mjesto
- 2002. – 4. mjesto
- 2006. – Nisu se kvalificirali
- 2010. – 9. mjesto
- 2014. – Nisu se kvalificirali

## Svjetsko prvenstvo
- 1994. – 22. mjesto (2. Grupa C)
- 1995. – 21. mjesto (1. Grupa C)
- 1996. – 15. mjesto (3. Grupa B)
- 1997. – 13. mjesto (1. Grupa B)
- 1998. – 8. mjesto
- 1999. – 9. mjesto
- 2000. – 9. mjesto
- 2001. – 14. mjesto
- 2002. – 17. mjesto (1. mjesto, Divizija I, Grupa A)
- 2003. – 14. mjesto
- 2004. – 18. mjesto (1. m.esto, Divizija I, Grupa A)
- 2005. – 10. mjesto
- 2006. – 6. mjesto
- 2007. – 11. mjesto
- 2008. – 9. mjesto
- 2009. – 8. mjesto
- 2010. – 10. mjesto
- 2011. – 13. mjesto
- 2012. – 14. mjesto
- 2013. – 14. mjesto
- 2014. – 7. mjesto